# Ведран Рожић
Ведран Рожић (2. новембар 1954) бивши је југословенски и хрватски фудбалер, фудбалски тренер и политичар.

## Биографија
Каријеру је започео у локалном клубу НК Славен Трогир, а већ са 17 година је прешао у сплитски Хајдук. Дебитовао је за први тим у сезони 1972-73. Хајдуков дрес је носио све до 1984, одиграо укупно 304 прволигашких мечева у којима је постигао два гола. За репрезентацију СФР Југославије одиграо је десет утакмица. Дебитовао је 5. априла 1978. у Техерану против Ирана (0:0), последњи пут за државни тим је наступио 26. октобра 1983. у Базелу против Швајцарске (резултат 0:2).
Године 1984. отишао је у Аустралију и заиграо за прволигаша Кроацију из Сиднеја. Играјући за клуб хрватских исељеника, кога су у југословенској штампи називали усташким, Рожић, капитен Хајдука и повремено члан југословенске фудбалске репрезентације, на себе је навукао гнев званичних државних органа.
Рожић се из Аустралије у Хрватску вратио 1990, постао је члан десничарске странке ХДЗ, потом је био директор у Хајдуку. Од 1997. до 2000. био је директор хрватске репрезентације на Светском првенству у Француској 1998. Након тога се политички ангажовао у Трогиру, где је на ХДЗ-овој листи постао градоначелник.
Једно време био је у притвору, наводно због тога што је заједно са Иваном Буљаном, Бартолом Калебом, Наданом Видошевићем, Ивицом Шурјаком у Хајдуку од 1992. до 2000. злоупотребио службени положај и утајио порез од 25 милиона немачких марака и милион долара, али је ослобођен оптужби.

## Успеси
- Хајдук Сплит
  - Првенство Југославије (3): 1974, 1975, 1979.
  - Куп Југославије (5): 1973, 1974, 1976, 1977, 1984.